# Braueria
Braueria – pełna nazwa 'Braueria Trichoptera Newsletter', międzynarodowe czasopismo (rocznik), poświęcone owadom z rzędu chruścików (Insecta: Trichoptera). Artykuły, dotyczące badań nad chruścikami, opisy nowych dla nauki gatunków, recenzje książek, informacje o konferencjach, roczne zestawienia bibliograficzne – publikowane są w języku angielskim. Początkowo nosiło tytuł "Trichoptera Newsletter". Powstało z inicjatywy i jest wydawane przez trichopterologa prof. Hansa Malicky'ego z Austrii.
Braueria indeksowana jest w Zoological Record oraz NABS bibliography.
Nazwę Braueria newsletter przyjął w roku 1991 (numer 18) ku pamięci znanego austriackiego entomologa – Friedrich Moritz Brauer (1832-1904). W swych pracach opisał on wiele gatunków chruścików.